# Hymenophyllum rufifrons
Hymenophyllum rufifrons är en hinnbräkenväxtart som beskrevs av Cornelis Rugier Willem Karel van Alderwerelt van Rosenburgh. Hymenophyllum rufifrons ingår i släktet Hymenophyllum och familjen Hymenophyllaceae. Inga underarter finns listade.